# Lenna Kreivi
Lenna Kyösti Kreivi, född 7 november 1966 i Övertorneå, är en svensk före detta fotbollsspelare (mittfältare), som spelade för Gais.

## Karriär
Kreivis moderklubb var den lilla göteborgska sverigefinska fotbollsföreningen Pallo IF, men han värvades 1985 som 18-åring till Gais, som då låg i division II. Kreivi spelade därefter 144 raka seriematcher för Gais, men tvingades 1990 sluta med fotbollen på grund av en ryggskada.

## Spelstil
Gais mångårige tränare Bo Falk gav 2017 följande omdöme om Kreivi: "Han fick alltid dom sämsta uppgifterna, han mötte alltid motståndarnas bäste innermittfältare. Tog död på nästan alla utan att vara ojuste. Under sina sex år i Gais var han aldrig sjuk, missade aldrig en träning. Var bäst på plan i nästan varje match."

## Statistik
- 1985 – Gais (div II): 26 (2)
- 1986 – Gais (div II): 26 (0)
- 1987 – Gais (div I): 26 (2)
- 1988 – Gais (Allsvenskan): 23 (0)
- 1989 – Gais (Allsvenskan): 24 (2)
- 1990 – Gais (Allsvenskan): 22 (0)

Totalt 144 matcher och 6 mål för Gais.

## Meriter
- 1987 – final i Svenska cupen
- 1989 – litet silver i Allsvenskan
- 1990 – Hedersmakrill